# Diego Bossio
Diego Luis Bossio (Tandil, 9 de septiembre de 1979) es un político y economista argentino. Fue director ejecutivo de la ANSES entre 2009 y 2015 durante la presidencia de Cristina Fernández de Kirchner. Fue diputado nacional por la provincia de Buenos Aires por el Bloque Justicialista.

## Biografía

### Comienzos
Bossio nació en 1979 en la ciudad de Tandil, provincia de Buenos Aires. Está casado con Valeria Loira, y es padre de una hija. Es licenciado en Economía, recibido en la Universidad de Buenos Aires con diploma de mérito académico cum laude. Cursó la maestría en Economía de la Universidad de San Andrés.[cita requerida]

### Trayectoria política
Diego Bossio inició su actividad pública como jefe de asesores del senador nacional por Mendoza Celso Jaque. Luego se desempeñó como subsecretario de Gestión Pública y responsable de la Unidad de Financiamiento Internacional del Gobierno de Mendoza. A fines de 2008, fue designado director del Banco Hipotecario.
Fue director del Banco de Inversión y Comercio Exterior (BICE) y director general del Instituto de Estudios y Formación Política del Partido Justicialista, Gestar.

#### Director de ANSES (2009-2015)
Entre 2009 y 2015 fue director ejecutivo de la ANSES, designado por la presidenta Cristina Fernández de Kirchner. A través de la gestión de Diego Bossio, el Gobierno implementó varias políticas tendientes a la ampliación del alcance de la Seguridad Social, el acceso a derechos y la inclusión social, entre las que pueden mencionarse la Ley de Movilidad Jubilatoria, Nueva Moratoria Previsional, PROG.R.ES.AR., PRO.CRE.AR., Conectar Igualdad, la Asignación Universal por Hijo y la Asignación por Embarazo para Protección Social, ARGENTA y tuvo un récord de pago de sentencias judiciales.
En un contexto de diversificación y generalización del uso de internet y dispositivos móviles, la ANSES instituyó, mediante la innovación tecnológica, canales de comunicación que previamente no existían: optimización en el acceso a gestiones y trámites en línea, huella digital, Programa de Visita Segura, envío masivo de SMS y correos electrónicos, presencia en Facebook, Twitter y Youtube, respuesta a consultas a través de Facebook, Mi ANSES Móvil.

#### Diputado nacional (2015-2019)
En 2015 su nombre sonaba como uno de los posibles candidatos a gobernador de la provincia de Buenos Aires para las elecciones de 2015. Finalmente se postuló a diputado nacional por esa provincia y obtuvo una banca en la cámara baja. 
A los pocos días de asumir, junto a otros 14 diputados del Frente para la Victoria, decide apartarse del espacio y crear el Bloque Justicialista (cercano al oficialismo). Esto les valió la crítica de sus excompañeros de bancada y de votantes y militantes Frente para la Victoria.
Elecciones 2019
En junio de 2019, de cara a las elecciones presidenciales, Bossio sigue a Sergio Massa en su decisión de unirse al Frente de Todos, que postula a Alberto Fernández y Cristina Fernández de Kirchner para la presidencia de la nación.
Elecciones 2023
Anunció su apoyo a la precandidatura presidencial del gobernador de Córdoba Juan Schiaretti dentro del frente peronista no kirchnerista Hacemos por Nuestro País, también integrado por el diputado nacional Florencio Randazzo y los partidos Socialista, Demócrata Cristiano y Autonomista.